# Robertas Sutkus
Robertas Sutkus (* 26. Januar 1953 in Ziliai, Litauische SSR; † 2008) war ein litauischer Großmeister im Fernschach und ICCF-Schachschiedsrichter. Sutkus lebte in Vilnius und war von Beruf Volkswirt.

## Erfolge
Sutkus erhielt 1993 den Titel Internationaler Fernschach-Großmeister aufgrund folgender Ergebnisse:
- 1979/81: 5. Mannschaftsmeisterschaft von Litauen, Platz 1 mit Mannschaft "Viesulas" (7 aus 9)
- 1981/83: 6. Mannschaftsmeisterschaft von Litauen, Platz 4 mit Mannschaft "Viesulas" (8 aus 10)
- 1982/84: Litauischer Cup "Komjaunimo tiesa", Platz 1 (12 aus 14)
- 1984/87: 5. ICCF-Pokal Halbfinale, Platz 1 (10 aus 10)
- 1988/93: Jubiläumsturnier "100 Jahre Fernschach in Litauen", Platz 3 (11 aus 16)

Weitere Teilnahmen an internationalen Wettkämpfen:
- 1987/94: 5. ICCF-Pokal, Finale B, Platz 6 (6,5 aus 11) (+6 =1 −4)
- 2004: Teilnahme am Finale der 13. Fernschacholympiade

In der ICCF-Rangliste betrug Sutkus’ letzte Elo-Zahl 2398.

## Familie
Sein Bruder Vytautas Sutkus ist ebenfalls Fernschachspieler und trägt den Titel eines Internationalen Fernschachmeisters.